# Кенчурка (приток Нязи)
Кенчурка — река в России, в Полевском районе Свердловской области. Устье реки находится в 40 км по правому берегу реки Нязя. Длина реки составляет 12 км. Ряд притоков, в том числе Малая Кенчурка (справа). Пруд в деревне Кенчурка.

## Данные водного реестра
По данным государственного водного реестра России относится к Камскому бассейновому округу, водохозяйственный участок реки — Уфа от Нязепетровского гидроузла до Павловского гидроузла, без реки Ай, речной подбассейн реки — Белая. Речной бассейн реки — Кама.
Код объекта в государственном водном реестре — 10010201112111100020384.